# Expédition d'Abu Qatadah ibn Rab'i al-Ansari (Batn Edam)
Pour les articles homonymes, voir Expédition d'Abu Qatadah ibn Rab'i al-Ansari.
Expédition de Abu Qatadah ibn Rab'i al-Ansari, à Batn Edam (aussi orthographié Idam) se déroula en Novembre 629 AD, 8AH, 8e mois, du Calendrier Islamique